# Водно-болотный район Исимангалисо
Водно-болотный район Исимангалисо — национальный парк на востоке ЮАР в провинции Квазулу-Натал. Парк включает в себя разнообразные природные комплексы, находящиеся под постоянным воздействием прибрежных течений и штормов. В 2008 году парк сменил название из Сент-Лусия и стал называться Исимангалисо (англ. iSimangaliso Wetland Park).
На территории парка расположено четыре зоны водно-болотных угодий, охраняемых Рамсарской конвенцией, общей площадью 2137,32 км². С 1999 года парк входит в список объектов Всемирного наследия ЮНЕСКО в ЮАР.

## Физико-географические характеристики

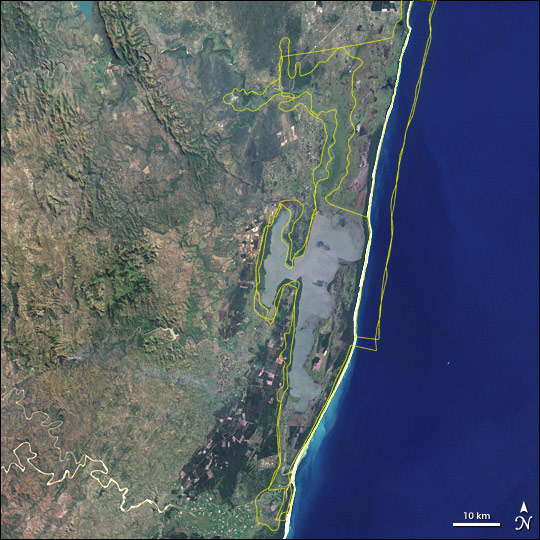
Снимок из космоса

Парк расположен на восточном побережье ЮАР. Он начинается в 160 км к северу от Дурбана и тянется почти на 220 км до границы с Мозамбиком. Ширина парковой зоны колеблется от 1 до 24 км. Кроме того, парк включает полосу моря вдоль берега шириной 5 км и длиной 155 км. В некоторых районах парка высота над уровнем моря достигает 170 метров.
Территория парка представляет собой прибрежные равнины и континентальный шельф. Прибрежные равнины расположены в северной части парка на границе с Мозамбиком и включают одну из самых больших систем эстуариев в Африке, отделённую от моря песчаными дюнами, покрытыми высокими лесами. Дюны образовались около 25 000 лет назад. В настоящее время на дюнах встречается два вида озёр: эстуарные озёра, к которым относятся озера Исимангалисо и Кози, и озёра с пресной водой, к которым относятся озеро Сибайи и ряд более мелких озёр. Полоса континентального шельфа шириной от 2 до 4 км включает в себя единственные коралловые рифы южной Африки. Рифы расположены на глубине от 8 до 35 метров, через них проходит семь подводных каньонов.
Географически парк относится к региону южноафриканских лесов и саванны.

## Охрана территории
Охрана территории ведётся с 1897 года когда на озере Исимангалисо был основан охотничий резерват. Особый статус территории, а также ряда соседних, впоследствии включённых в парк, подтверждался актами и распоряжениями 1935, 1956, 1974 и 1984 годов. В 1999 году был образован национальный парк, который сменил своё название в 2008 году.
Начиная с 1986 года различные зоны парка становились объектами, охраняемыми рамсарской конвенцией. Первым объектом стали черепашьи пляжи и коралловые рифы Тонгаленда (англ. Turtle beaches/Coral reefs of Tongaland) площадью 395,0 км²:объект  1ZA005. В том же году к ней присоединилась система Сент-Лусия (англ. St. Lucia System) площадью 1555,0 км²:объект  1ZA006. В 1991 году система пополнилась заливом Кози-Бей (англ. Kosi Bay) площадью 109,8 км²:объект  1ZA011 и озером Сибайи (англ. Lake Sibhayi) площадью 77,5 км²:объект  1ZA012. С 4 июля 1990 года по 11 марта 1996 год система озера Исимангалисо находилась в списке Монро водно-болотных угодий под угрозой исчезновения:объект  1ZA006.

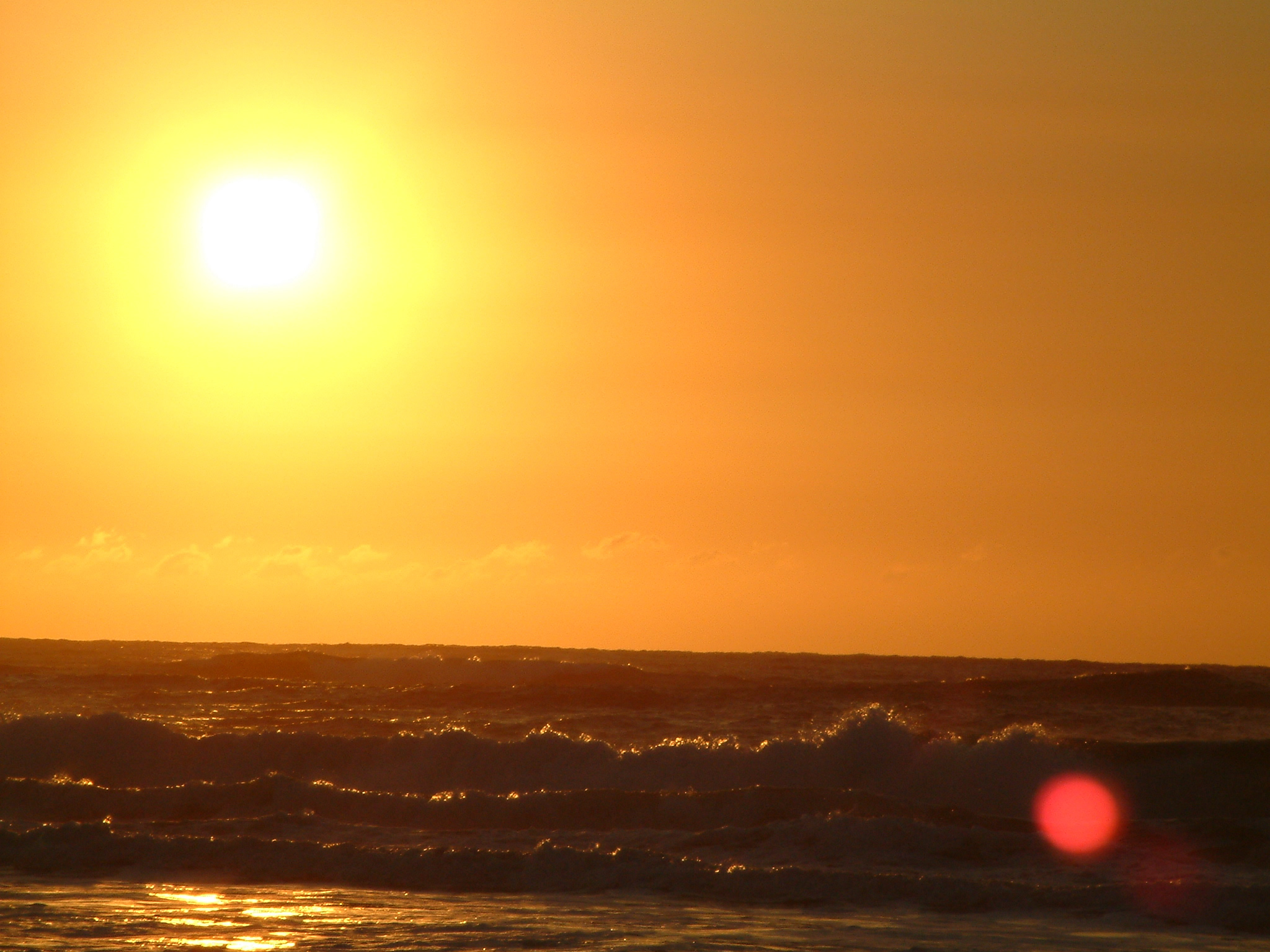
Восход над Исимангалисо

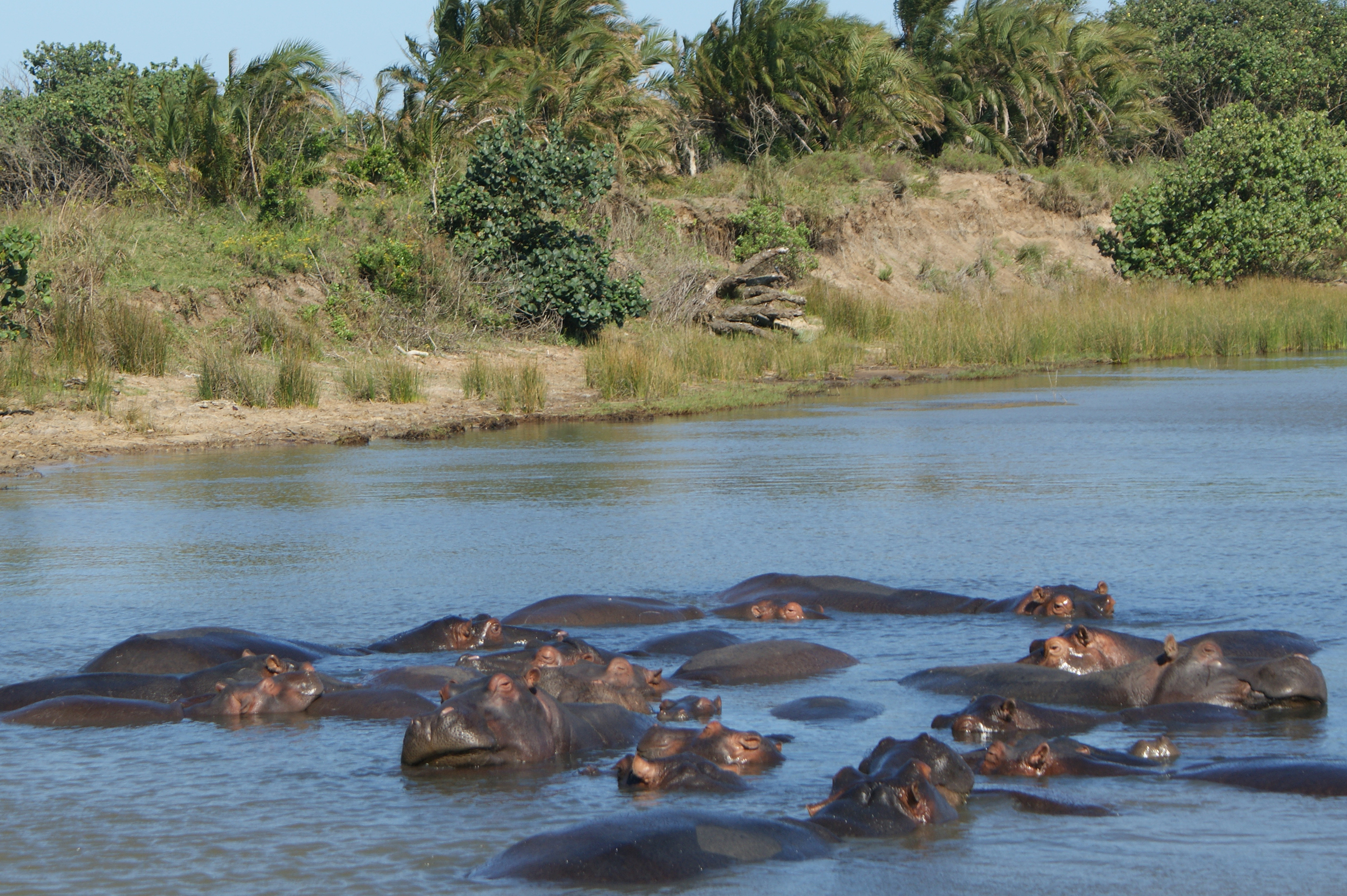
Исимангалисо

По данным 1998 года парк включает в себя 13 особо охраняемых природных территорий:
- Парк Исимангалисо (iSimangaliso Park) 125,45 км²;
- Государственный лес Содвана (Sodwana State Forest) 471,27 км²;
- Парк Фолс-Бей (False Bay Park) 22,47 км²;
- Государственный лес Истерн-Шорс (Eastern Shores State Forest) 128,73 км²;
- Национальный парк Содвана-Бей (Sodwana Bay National Park) 11,55 км²;
- Государственный лес Кейп-Видал (Cape Vidal State Forest) 113,13 км²;
- Природный заповедник Мафелейн (Maphelane Nature Reserve) 11,03 км²;
- Государственный лес Ньялази (Nyalazi State Forest) 13,67 км²;
- Охотничий резерват Исимангалисо (iSimangaliso Game Reserve) 368,26 км²;
- Прибрежный лесной резерват Коси-Бей (Kosi Bay/Coastal Forest Reserve) 217,72 км²;
- Водный резерват Лейк-Сибайи (Lake Sibhayi Freshwater Reserve) 72,18 км²;
- Морской резерват Исимангалисо (iSimangaliso Marine Reserve) 442,80 км²;
- Морская охраняемая зона Мапуталенд (Maputaland Marine Protected Area) 397,40 км²;

К северу от южноафриканско-мозамбикской границы к парку примыкает морская заповедная зона Понта-ду-Ору.